# Denis Prokopenko (cầu thủ bóng đá người Nga)
Denis Vadimovich Prokopenko (tiếng Nga: Денис Вадимович Прокопенко; sinh ngày 20 tháng 6 năm 1991) là một cầu thủ bóng đá người Nga. Anh thi đấu cho FSK Dolgoprudny.